# محافظة تشونغسونغ
محافظة تشونغسونغ ((هانغل: 청송군): تشونغسونغ غون) هي محافظة تقع في مقاطعة غيونغسانغ الشمالية، كوريا الجنوبية. وبلغ عدد سكانها 26,697 نسمة، سنة 2012.

## أعلام
- كم جو يونغ
- بايك ها-نا

## وصلات خارجية
- الموقع الإلكتروني لحكومة المحافظة